# 奈良県の廃止市町村一覧
奈良県の廃止市町村一覧（ならけんのはいししちょうそんいちらん）は、奈良県における市制・町村制施行（1889年4月1日）後に、市町村合併や他の自治体に統合されることなどにより廃止した市町村の一覧である。単なる名称の変更は対象としない。
- 町村が「町制」・「市制」を施行し町・市となるケース
  - 「市町村」以外の表記名を変更しなかった自治体は一覧に含まれない。（例：香芝町 → 香芝市）
  - 町制・市制を施行した際に名称を変更した場合も一覧に含まれない。（例：郡山町 → 大和郡山市）
- 市町村が名称変更した場合は一覧に含まれない。
- 所属郡が変更になった場合は一覧に含まれない。
- 市町村合併で廃止した市町村のケース
  - 編入合併した場合の、存続市町村は廃止に当たらないので一覧に含まれない。
  - 編入合併した場合の、廃止した市町村は一覧に含まれる。
  - 新設合併した場合の、廃止した市町村は一覧に含まれる。
  - 新設合併した場合の、名称が残った市町村も一覧に含まれる。（例：旧・吉野町 → 新・吉野町）
- 分割や分立をしたケース
  - 分割で廃止した市町村は一覧に含まれる。（例：南芳野村 → 黒滝村、丹生村）
  - 分立で存続した市町村は一覧に含まれない。（例：龍門村の一部 → 中龍門村、上龍門村）

## 1899年以前
- 吉野郡北十津川村 （1890年6月19日）吉野郡十津川村新設のため
- 吉野郡十津川花園村 （1890年6月19日）吉野郡十津川村新設のため
- 吉野郡中十津川村 （1890年6月19日）吉野郡十津川村新設のため
- 吉野郡西十津川村 （1890年6月19日）吉野郡十津川村新設のため
- 吉野郡南十津川村 （1890年6月19日）吉野郡十津川村新設のため
- 吉野郡東十津川村 （1890年6月19日）吉野郡十津川村新設のため
- 宇智郡阿太村 （1891年9月24日） 宇智郡大阿太村、南阿太村に分割のため

## 1900年代
この10年間に県内に廃止市町村なし

## 1910年代
- 吉野郡南芳野村 （1912年7月1日）吉野郡黒滝村、丹生村に分割のため
- 南葛城郡櫛羅村 （1915年1月1日）南葛城郡大正村新設のため
- 南葛城郡東松本村 （1915年1月1日）南葛城郡大正村新設のため
- 南葛城郡竹田村 （1915年1月1日）南葛城郡大正村新設のため
- 南葛城郡鎌田村 （1915年1月1日）南葛城郡大正村新設のため
- 南葛城郡小林村 （1915年1月1日）南葛城郡大正村新設のため
- 南葛城郡楢原村 （1915年1月1日）南葛城郡大正村新設のため
- 南葛城郡三室村 （1915年1月1日）南葛城郡大正村新設のため
- 南葛城郡西松本村 （1915年1月1日）南葛城郡大正村新設のため

## 1920年代
- 添上郡佐保村 （1923年4月1日）奈良市に編入のため
- 北葛城郡土庫村 （1927年8月22日）北葛城郡高田町に編入のため
- 北葛城郡松塚村 （1927年8月22日）北葛城郡高田町に編入のため

## 1930年代
- 生駒郡本多村 （1935年2月11日）生駒郡昭和村新設のため
- 生駒郡平端村 （1935年2月11日）生駒郡昭和村新設のため

## 1940年代
- 生駒郡都跡村 （1940年11月3日）奈良市に編入のため
- 北葛城郡浮孔村 （1941年1月1日）北葛城郡高田町に編入のため
- 北葛城郡磐園村 （1941年1月1日）北葛城郡高田町に編入のため
- 生駒郡筒井村 （1941年3月10日）生駒郡郡山町に編入のため
- 宇陀郡松山町 （1942年2月11日）宇陀郡大宇陀町新設のため
- 宇陀郡神戸村 （1942年2月11日）宇陀郡大宇陀町新設のため
- 宇陀郡政始村 （1942年2月11日）宇陀郡大宇陀町新設のため
- 吉野郡上龍門村 （1942年2月11日）宇陀郡大宇陀町新設のため
- 磯城郡（旧）桜井町 （1942年4月1日）磯城郡桜井町新設のため
- 磯城郡城島村 （1942年4月1日）磯城郡桜井町新設のため
- 生駒郡竜田町 （1947年2月11日）生駒郡斑鳩町新設のため
- 生駒郡法隆寺村 （1947年2月11日）生駒郡斑鳩町新設のため
- 生駒郡富郷村 （1947年2月11日）生駒郡斑鳩町新設のため

## 1950年代
- 添上郡大安寺村 （1951年4月1日）奈良市に編入のため
- 添上郡東市村 （1951年4月1日）奈良市に編入のため
- 生駒郡平城村 （1951年4月1日）奈良市に編入のため
- 生駒郡矢田村 （1953年12月10日）生駒郡郡山町に編入のため
- 生駒郡昭和村 （1953年12月10日）生駒郡郡山町に編入のため
- 添上郡平和村 （1953年12月10日）生駒郡郡山町に編入のため
- 添上郡治道村 （1953年12月10日）生駒郡郡山町に編入のため
- 南葛城郡秋津村 （1954年1月1日）南葛城郡御所町に編入のため
- 磯城郡安倍村 （1954年3月3日）磯城郡桜井町に編入のため
- 磯城郡多武峰村 （1954年3月3日）磯城郡桜井町に編入のため
- 磯城郡朝倉村 （1954年3月3日）磯城郡桜井町に編入のため
- 山辺郡丹波市町 （1954年4月1日）天理市新設のため
- 山辺郡朝和村 （1954年4月1日）天理市新設のため
- 山辺郡福住村 （1954年4月1日）天理市新設のため
- 山辺郡二階堂村 （1954年4月1日）天理市新設のため
- 磯城郡柳本町 （1954年4月1日）天理市新設のため
- 添上郡櫟本町 （1954年4月1日）天理市新設のため
- 宇陀郡伊那佐村 （1954年7月1日）宇陀郡榛原町に編入のため
- 高市郡（旧）高取町 （1954年10月1日）高市郡高取町新設のため
- 高市郡船倉村 （1954年10月1日）高市郡高取町新設のため
- 高市郡越智岡村 （1954年10月1日）高市郡高取町新設のため
- 山辺郡都介野村 （1955年1月1日）山辺郡都祁村新設のため
- 山辺郡針ヶ別所村 （1955年1月1日）山辺郡都祁村新設のため
- 南葛城郡掖上村 （1955年2月1日）南葛城郡御所町に編入のため
- 宇陀郡（旧）室生村 （1955年2月11日）宇陀郡室生村新設のため
- 宇陀郡三本松村 （1955年2月11日）宇陀郡室生村新設のため
- 山辺郡東里村 （1955年2月11日）宇陀郡室生村新設のため
- 生駒郡南生駒村 （1955年3月10日）生駒郡生駒町に編入のため
- 生駒郡富雄町 （1955年3月15日）奈良市に編入のため
- 生駒郡伏見町 （1955年3月15日）奈良市に編入のため
- 添上郡帯解町 （1955年3月15日）奈良市に編入のため
- 添上郡辰市村 （1955年3月15日）奈良市に編入のため
- 添上郡五ヶ谷村 （1955年3月15日）奈良市に編入のため
- 添上郡明治村 （1955年3月15日）奈良市に編入のため
- 宇陀郡内牧村 （1955年4月1日）宇陀郡榛原町に編入のため
- 北葛城郡馬見町 （1955年4月15日）北葛城郡広陵町新設のため
- 北葛城郡瀬南村 （1955年4月15日）北葛城郡広陵町新設のため
- 北葛城郡百済村 （1955年4月15日）北葛城郡広陵町新設のため
- 磯城郡三輪町 （1955年7月10日）磯城郡大三輪町新設のため
- 磯城郡織田村 （1955年7月10日）磯城郡大三輪町新設のため
- 磯城郡纏向村 （1955年7月10日）磯城郡大三輪町新設のため
- 吉野郡（旧）下市町 （1956年1月1日）吉野郡下市町新設のため
- 吉野郡秋野村 （1956年1月1日）吉野郡下市町新設のため
- 高市郡畝傍町 （1956年2月11日）橿原市新設のため
- 高市郡八木町 （1956年2月11日）橿原市新設のため
- 高市郡今井町 （1956年2月11日）橿原市新設のため
- 高市郡鴨公村 （1956年2月11日）橿原市新設のため
- 高市郡真菅村 （1956年2月11日）橿原市新設のため
- 磯城郡耳成村 （1956年2月11日）橿原市新設のため
- 北葛城郡五位堂村 （1956年4月1日）北葛城郡香芝町新設のため
- 北葛城郡下田村 （1956年4月1日）北葛城郡香芝町新設のため
- 北葛城郡二上村 （1956年4月1日）北葛城郡香芝町新設のため
- 北葛城郡志都美村 （1956年4月1日）北葛城郡香芝町新設のため
- 北葛城郡（旧）當麻村 （1956年4月1日）北葛城郡當麻村新設のため
- 北葛城郡磐城村 （1956年4月1日）北葛城郡當麻村新設のため
- 吉野郡（旧）吉野町 （1956年5月3日）吉野郡吉野町新設のため
- 吉野郡上市町 （1956年5月3日）吉野郡吉野町新設のため
- 吉野郡中荘村 （1956年5月3日）吉野郡吉野町新設のため
- 吉野郡国樔村 （1956年5月3日）吉野郡吉野町新設のため
- 吉野郡中龍門村 （1956年5月3日）吉野郡吉野町新設のため
- 吉野郡龍門村 （1956年5月3日）吉野郡吉野町新設のため
- 南葛城郡忍海村 （1956年5月3日）北葛城郡新庄町に編入のため
- 高市郡金橋村 （1956年7月3日）橿原市に編入のため
- 高市郡新沢村 （1956年7月3日）橿原市に編入のため
- 高市郡阪合村 （1956年7月3日）高市郡明日香村新設のため
- 高市郡高市村 （1956年7月3日）高市郡明日香村新設のため
- 高市郡飛鳥村 （1956年7月3日）高市郡明日香村新設のため
- 宇陀郡宇太町 （1956年8月1日）宇陀郡菟田野町新設のため
- 宇陀郡宇賀志村 （1956年8月1日）宇陀郡菟田野町新設のため
- 磯城郡大福村 （1956年9月1日）磯城郡桜井町（即日市制、桜井市）に編入のため
- 磯城郡香久山村 （1956年9月1日）磯城郡桜井町（即日市制、桜井市）に編入のため
- 北葛城郡箸尾町 （1956年9月1日）北葛城郡広陵町に編入のため
- 南葛城郡葛城村 （1956年9月1日）南葛城郡葛上村新設のため
- 南葛城郡吐田郷村 （1956年9月1日）南葛城郡葛上村新設のため
- 磯城郡陵西村 （1956年9月30日）大和高田市に編入のため
- 磯城郡上之郷村 （1956年9月30日）桜井市に編入のため
- 添上郡東山村 （1956年9月30日）山辺郡山添村新設のため
- 山辺郡波多野村 （1956年9月30日）山辺郡山添村新設のため
- 山辺郡豊原村 （1956年9月30日）山辺郡山添村新設のため
- 磯城郡（旧）田原本町 （1956年9月30日）磯城郡田原本町新設のため
- 磯城郡多村 （1956年9月30日）磯城郡田原本町新設のため
- 磯城郡川東村 （1956年9月30日）磯城郡田原本町新設のため
- 磯城郡平野村 （1956年9月30日）磯城郡田原本町新設のため
- 磯城郡都村 （1956年9月30日）磯城郡田原本町新設のため
- 吉野郡丹生村 （1956年9月30日）吉野郡下市町に編入のため
- 高市郡天満村 （1957年3月1日）大和高田市に編入のため
- 生駒郡片桐町 （1957年3月31日）大和郡山市に編入のため
- 生駒郡北倭村 （1957年3月31日）生駒郡生駒町に編入のため
- 添上郡田原村 （1957年9月1日）奈良市に編入のため
- 添上郡柳生村 （1957年9月1日）奈良市に編入のため
- 添上郡大柳生村 （1957年9月1日）奈良市に編入のため
- 添上郡東里村 （1957年9月1日）奈良市に編入のため
- 添上郡狭川村 （1957年9月1日）奈良市に編入のため
- 宇智郡五條町 （1957年10月15日）五條市新設のため
- 宇智郡野原町 （1957年10月15日）五條市新設のため
- 宇智郡牧野村 （1957年10月15日）五條市新設のため
- 宇智郡北宇智村 （1957年10月15日）五條市新設のため
- 宇智郡宇智村 （1957年10月15日）五條市新設のため
- 宇智郡大阿太村 （1957年10月15日）五條市新設のため
- 宇智郡南阿太村 （1957年10月15日）五條市新設のため
- 宇智郡阪合部村 （1957年10月15日）五條市新設のため
- 吉野郡小川村 （1958年3月1日）吉野郡東吉野村新設のため
- 吉野郡四郷村 （1958年3月1日）吉野郡東吉野村新設のため
- 吉野郡高見村 （1958年3月1日）吉野郡東吉野村新設のため
- 南葛城郡御所町 （1958年3月1日）御所市新設のため
- 南葛城郡葛村 （1958年3月1日）御所市新設のため
- 南葛城郡葛上村 （1958年3月1日）御所市新設のため
- 南葛城郡大正村 （1958年3月1日）御所市新設のため
- 宇智郡南宇智村 （1959年1月1日）五條市に編入のため
- 磯城郡初瀬町 （1959年2月23日）桜井市に編入のため
- 吉野郡白銀村 （1959年4月1日）吉野郡西吉野村新設のため
- 吉野郡賀名生村 （1959年4月1日）吉野郡西吉野村新設のため
- 吉野郡宗檜村 （1959年4月1日）吉野郡西吉野村新設のため

## 1960年代
- 磯城郡大三輪町 （1963年4月1日）桜井市に編入のため

## 1970年 - 1999年
この30年間に県内に廃止市町村なし

## 2000年以降
- 北葛城郡新庄町 （2004年10月1日）葛城市新設のため
- 北葛城郡當麻町 （2004年10月1日）葛城市新設のため
- 添上郡月ヶ瀬村 （2005年4月1日）奈良市に編入のため
- 山辺郡都祁村 （2005年4月1日）奈良市に編入のため
- 吉野郡西吉野村 （2005年9月25日）五條市に編入のため
- 吉野郡大塔村 （2005年9月25日）五條市に編入のため
- 宇陀郡大宇陀町 （2006年1月1日）宇陀市新設のため
- 宇陀郡菟田野町 （2006年1月1日）宇陀市新設のため
- 宇陀郡榛原町 （2006年1月1日）宇陀市新設のため
- 宇陀郡室生村 （2006年1月1日）宇陀市新設のため